# Università di scienze sociali e umanistiche
L'Università di scienze sociali e umanistiche (SWPS Uniwersytet Humanistycznospołeczny in polacco) è un'università fondata in 1996 in Varsavia, Polonia.

## Struttura
L'università è organizzata nelle seguenti facoltà:
- Arti e scienze sociali – Varsavia
- Giurisprudenza – Varsavia
- Giurisprudenza e comunicazione – Wrocław
- Psicologia – Varsavia, Katowice, Sopot, Wrocław
- Scienze sociali e design – Poznań

## Rettori
- Andrzej Eliasz (1996-2016)
- Roman Cieślak (dal 2016)